# Christina Schmidt
Christina Schmidt, née en 1981 à Malmedy en Belgique est une neuropsychologue, chercheuse à l’Université de Liège. Elle est spécialiste des cycles du sommeil ainsi que des rythmes circadiens. Elle a été sélectionnée en 2022 pour recevoir les subventions ERC (European Research Council) Starting Grant, une bourse très sélective accordée par le Conseil Européen aux recherches les plus prometteuses.

## Biographie
Elle obtient en 2004, un diplôme en Psychologie et Sciences de l’éducation à l’Université de Liège. Une année plus tard, elle fait un voyage de recherche au centre de chronologie à l’Université de Bâle avant d’entamer un doctorat sur l’influence de la pression de sommeil, des rythmes circadiens, du chronotype et de l’âge sur les performances cognitives. En 2009, elle devient Docteure en Psychologie et Sciences de l’éducation à l’Université de Liège. En 2010, elle intègre le centre de criminologie afin de produire un post doctorat. En 2014, elle effectue des recherches pour F.R.S.-FNRS (Fonds de la recherche scientifique) et devient chercheuse qualifiée en 2017. En 2023, elle étudie l’impact des siestes chez les personnes âgées sur le sommeil et la cognition au GIGA, au Centre de recherches du Cyclotron (CRC),.